# La sottile zona rossa
La sottile zona rossa è un documentario scritto e diretto dal regista Giorgio John Squarcia. Andato in onda il giorno 20 Luglio 2021 (Italia) è stata la prima produzione originale italiana del canale Sky Documentaries, nata il 1 Luglio 2021.

## Il Documentario
G8 di Genova. 20 Luglio 2001. Il giorno in cui morì Carlo Giuliani. 10 film-makers, di paesi e credo diversi, filmano gli eventi per le strade della città. Tre di loro seguono i manifestanti delle tute bianche, altri tre sono insieme alle forze dell’ordine. Due film-makers sono con Don Gallo e Franca Rame, gli ultimi due documentano la frenetica attività della redazione della tv locale di Genova, Primocanale, guidata da una direttrice di soli 27 anni.  
A distanza di vent’anni le loro immagini, integrate dalle interviste ai protagonisti di allora, diventano La sottile zona rossa: la cronaca dei fatti di quel giorno così come si è svolta davanti ai loro occhi, dall’alba al tramonto.

## Trama
Mattina, è il momento della preparazione, la quiete prima della tempesta. Ilaria, la giornalista, è in studio per la prima riunione di redazione della giornata. Le Tute Bianche, allo stadio Gaslini, indossano le protezioni e ricevono le prime indicazioni sulla strategia da adottare per l’assalto alla Zona rossa. I poliziotti scendono dai loro mezzi blindati, Franca Rame incontra Don Andrea Gallo in riva al mare.
Il Corteo delle Tute Bianche comincia a defluire dallo stadio. Dallo studio tv di Primocanale si racconta l’inizio del summit. I poliziotti, avvertiti della partenza del corteo, si dispongono in assetto antisommossa. Nessuno, tranne i capi no-global, sa ancora il percorso che le Tute Bianche hanno scelto per arrivare alla Zona rossa.
Don Gallo e Franca Rame si uniscono al corteo dei pacifisti, colorato e animato da musica. Sono presenti famiglie con bambini, e anziani. Anche tra i poliziotti si diffonde la sensazione che possa trattarsi di una grande festa. Dalla torre di Primocanale il racconto è fatto di testimonianze pacate e gioiose.
Alle ore 11 tutto cambia in un attimo. I Black Block danno inizio ai primi tafferugli in zona Foce. Don Gallo e Franca, che nel frattempo hanno raggiunto le recinzioni della Zona rossa, escono dalle strade che stanno diventando campo di battaglia. I poliziotti sembrano non avere potere contro questi veloci devastatori. Primocanale documenta il cambio di atmosfera, quello che si temeva sta accadendo.
I Black Block si spostano in direzione del carcere. Le forze dell’ordine, sorprese dall’attacco iniziale, si organizzano. La centrale operativa ordina a due dirigenti di pubblica sicurezza, entrambi stazionati in zona della questura, di raggiungere la zona interessata.
Il primo a essere chiamato è il terzo battaglione Lombardia. Dovrà raggiungere Piazza Giusti passando da Corso Torino, evitando così il corteo delle Tute Bianche che scende da Via Tolemaide.
Malgrado le ripetute esortazioni a muoversi velocemente, il terzo battaglione Lombardia si trova in via Ivrea quando il corteo delle Tute Bianche è all’incrocio con Corso Torino. A questo punto la Centrale operativa decide di inviare a Marassi altri uomini, tra cui quelli seguiti dai film-makers. Quando le forze dell’ordine arrivano a Marassi i Black Block non ci sono più: hanno proseguito verso piazza Manin. Quando le forze dell’ordine arrivano in piazza Manin caricano gli unici manifestanti rimasti: i pacifisti della rete Lilliput.
Il terzo battaglione Lombardia, arrivato all’incrocio tra via Ivrea e Corso Torino, invece di proseguire verso Marassi, è sceso dai blindati e carica violentemente il corteo delle Tute Bianche, tra cui sono presenti tre dei film-makers, che si ritrovano coinvolti nella caotica situazione.
Le Tute Bianche, chiuse dal muro della ferrovia sulla loro destra si riversano cercando una via di fuga nelle strade laterali. Il terzo battaglione Lombardia si ferma all’altezza di via Caffa. Qui un parlamentare del gruppo di contatto li convince a retrocedere e lasciare che il corteo proceda. A questo punto il corteo si ricompatta ma i blindati che si erano fermati in via Casaregis si lanciano sui manifestanti, i quali reagiscono e costringono i blindati a ritirarsi. Uno dei blindati si ferma tra via Tolemaide e Corso Torino e viene assaltato. Nel frattempo altri manifestanti si ricompattano e provano a dirigersi verso piazza delle Americhe, dove in quel momento arriva Don Gallo, per capire come portare pace tra i contendenti. La centrale operativa ordina di caricare i manifestanti per ricacciarli allo stadio Carlini. Per 50 minuti via Tolemaide è teatro di cariche e controcariche fino a che, alle ore 17:20, i carabinieri del Battaglione Sicilia attaccano le Tute Bianche dal lato scoperto di via Caffa.
I manifestanti reagiscono alla carica costringendo i carabinieri a ritirarsi in piazza Alimonda. Qui alle 17:25 viene ucciso Carlo Giuliani. I film-makers, in luoghi e momenti diversi, ricevono la notizia. Don Gallo ancora in strada è assalito dalla gente che cerca conforto. Le Tute Bianche, sconvolte dalla notizia decidono di arrendersi e tornare indietro. Molti di loro chiedono vendetta. Mentre la diretta di Ilaria continua, Don Gallo torna al porto. Qui, ospite dei notiziari, lancia il suo j’accuse. I poliziotti vengono trasferiti in una location teatro di nuovi tafferugli. Le Tute Bianche, in un silenzio irreale, sono di nuovo allo stadio da dove erano partite.
La notte cala su Genova. Per le strade auto in fiamme, vetrine di negozi in frantumi, sirene che suonano.

## Cast
- Primocanale & la sua giovanissima direttrice.

Primocanale è la piccola TV locale di Genova. Grazie alla volontà del suo editore, Maurizio Rossi, diventa la TV Ufficiale del G8. Sarà attraverso le sue telecamere che il mondo intero vedrà i tragici eventi di quei giorni. 
Ilaria Cavo ha 27 anni ed è la direttrice di PrimoCanale. Oggi sarà lei a condurre la maratona non-stop di una giornata che, nessuno ancora lo immagina, entrerà nei libri di storia.
- Le Tute Bianche

Sono passate poche settimane dalle goffe esercitazioni all’idroscalo di Milano. Il giorno fatidico è arrivato. La Zona Rossa non è più il titolo di un articolo di giornale. È li, a pochi chilometri da loro. Medici, studenti, operai, casalinghe. In migliaia hanno dormito sul prato di uno stadio, altre decine di migliaia stanno arrivando in treno. Tra poco, in un unico lunghissimo corteo, armati di colorate protezioni di gomma, cercheranno di sfondare la Zona Rossa.
- La polizia

Spediti a Genova quasi senza una spiegazione nemmeno 24 ore prima i nostri poliziotti di esercitazioni non ne hanno proprio fatte. Molti di loro, agenti da ufficio, non sanno nemmeno come si innesca un fumogeno e il G8 è una sigla che quando appariva in tv li spingeva a cambiare canale. Oggi invece stanno per diventare loro l'unica barriera tra le tute bianche e i potenti del mondo. 
- Don Gallo

È il prete simbolo di Genova. Il caso che ha voluto che la madre di tutte le battaglie per cui si è battuto tutta la vita, si dovesse svolgere proprio nella sua città. Lui, combattente nato, è pronto a scendere in strada e a unirsi ai manifestanti per attaccare la Zona Rossa.
- Franca Rame

Nonostante i timori del marito Dario Fo è partita all’alba da Milano per raggiungere Don Gallo a Genova. Con lui ha l’obbiettivo di marciare verso l’odiata Zona Rossa.